# Марински Посад
Марински Посад (рус. Мариинский Посад) град је у Русији у Чувашији. Према попису становништва из 2010. у граду је живело 9088 становника.

## Становништво
| 1939. | 1959. | 1970.  | 1979.  | 1989.  | 2002.  | 2010. |
| ----- | ----- | ------ | ------ | ------ | ------ | ----- |
| 7.200 | 8.805 | 10.239 | 10.025 | 10.443 | 10.273 | 9.088 |